# Axioupoli

Chiesa in Axioupoli.

Axioupoli (in greco Αξιούπολη?) è un ex comune della Grecia nella periferia della Macedonia Centrale di 6.725 abitanti secondo i dati del censimento 2001.
È stato soppresso a seguito della riforma amministrativa, detta Programma Callicrate, in vigore dal gennaio 2011 ed è ora compreso nel comune di Paionia.

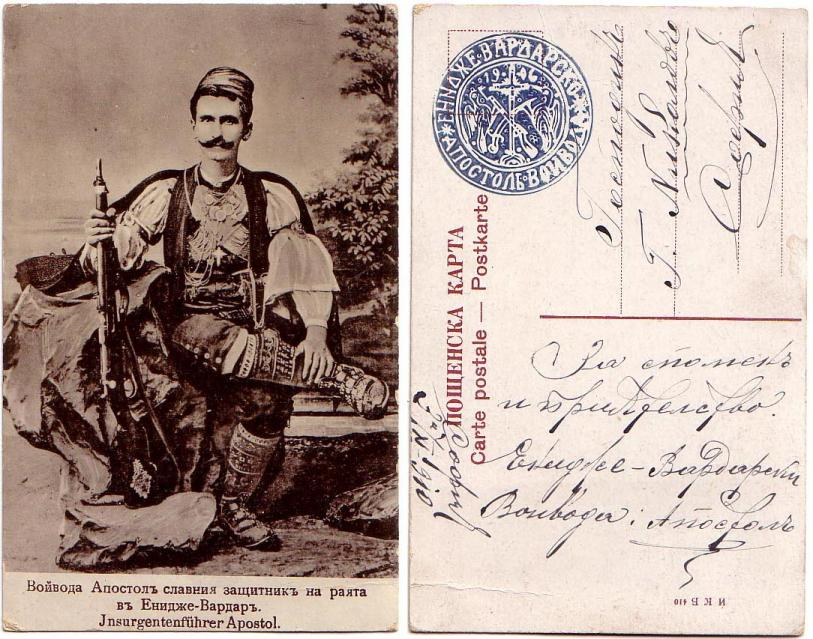
Cartolina con una foto di Apostol Petkov.